# 天才クソ野郎の事件簿
『天才クソ野郎の事件簿』（てんさいクソやろうのじけんぼ）は、つばこによる日本の小説である。漫画アプリcomicoにて2015年4月17日より連載が開始された。同年12月には単行本化され、2017年4月現在で1巻が既巻である。

## 概要
- comicoでの連載以前は小説投稿サイト小説家になろうへの投稿作品の一つであった。comicoにおいて、2015年4月より新たに始まったノベルサービス開始[1]当初からの連載小説の一つである[注釈 1]。
- 2015年12月の書籍発売時にはcomicoアプリ内において、通常連載とは別に『天才クソ野郎の事件簿 特別編』、『天才クソ野郎の事件簿 24-TWENTY FOUR-』という番外編企画があり、『天才クソ野郎の事件簿 24-TWENTY FOUR-』では24話を一時間毎に一話ずつ24時間かけて配信した。
- 2015年11月8日、作者のつばこは「奴隷区」の原作者岡田伸一と対談を行った[2]。
- 2017年6月27日、comicoにて同名の漫画版を連載することが決定した。

## あらすじ
主人公である天野勇二は、医学生の傍ら、学生たちからの依頼を「昼飯をおごること」を条件に引き受ける学園の事件屋でもある。イケメンだが口が悪く、自らを「天才」と言って憚らない。相棒の佐伯涼太や、ある事件で助けた国民的アイドル前島悠子とともに、持ち込まれる難題を解決していく。

## 登場人物
天野勇二（あまの ゆうじ）
本作品の主人公。医学生であり、学園の事件屋として「昼食をおごること」を条件に依頼を引き受けることを趣味としている。自らを「天才クソ野郎」と呼び、事件を解決する為には暴力も厭わないが、子供には優しく情が厚い一面もある。愛車はポルシェ。好物はみかん。
産婦人科を中心とした総合病院を営む父と、製薬会社の研究所に努める母がいるが、既に離婚している。兄がいるが、心を病み入院中。他には年の離れた妹が二人と、兄の子供である姪がいる。妹に対しては非常に甘く、大学受験の際には教授の弱みに付け込んで推薦入学を認めさせようとしたが、その画策が妹に知られ一時絶縁されたこともある。
佐伯涼太（さえき りょうた）
天野と同じ大学に通う大学生。文学部在籍。三度の飯よりナンパとコンパが好きなチャラ男だが、天野とは小学生からの親友であり、天野が受けた依頼の解決の為に重要な役割も担う、唯一無二の相棒でもある。特定の彼女はいない遊び人だが、人懐っこい性格で誰とでもすぐに打ち解ける為、天野とは違い友人も多い。特技は尾行と足技。
前島悠子（まえしま ゆうこ）
国民的アイドルであり、天野が通う大学に一般入試で入学した才女。自身が所属しているアイドルグループで不動のセンターを努めていたが、後にグループからは卒業する。ボブヘアの小柄な美人。ある事件をきっかけに天野と知り合い、その後天野とは「師匠」「弟子」と呼び合う仲に。天野の「天才クソ野郎」に対抗して、自らを「流星クソ女」と称する。好物はたぬきうどん。